# Saison 2022-2023 des 76ers de Philadelphie
La saison 2022-2023 des 76ers de Philadelphie est la 84e saison de la franchise en National Basketball Association (NBA).

## Draft
| Tour | Choix | Joueur      | Poste | Nationalité | Provenance             |
| ---- | ----- | ----------- | ----- | ----------- | ---------------------- |
| 1    | 23    | David Roddy | F     | États-Unis  | Rams de Colorado State |

## Matchs

### Summer League
| Summer League Total: 4-4 |

| Match | Date match | Équipe        | Score    | Meilleur marqueur   | Meilleur rebondeur     | Meilleur passeur    | Lieux Spectateurs             | Série |
| ----- | ---------- | ------------- | -------- | ------------------- | ---------------------- | ------------------- | ----------------------------- | ----- |
| 1     | 5 juillet  | Memphis       | D 99-103 | Paul Reed (20)      | Paul Reed (15)         | Cassius Winston (8) | Vivint Smart Home Arena 5 377 | 0 - 1 |
| 2     | 6 juillet  | Utah          | V 86-82  | Charles Bassey (17) | Julian Champagnie (10) | Cassius Winston (6) | Vivint Smart Home Arena 7 153 | 1 - 1 |
| 3     | 7 juillet  | Oklahoma City | V 80-79  | Isaiah Joe (19)     | Trevelin Queen (8)     | Queen, Springer (3) | Vivint Smart Home Arena 0     | 2 - 1 |

| Match | Date match | Équipe   | Score     | Meilleur marqueur    | Meilleur rebondeur    | Meilleur passeur    | Lieux Spectateurs      | Série |
| ----- | ---------- | -------- | --------- | -------------------- | --------------------- | ------------------- | ---------------------- | ----- |
| 1     | 9 juillet  | Toronto  | D 77-97   | Isaiah Joe (24)      | Charles Bassey (6)    | Cassius Winston (7) | Cox Pavilion 0         | 0 - 1 |
| 2     | 10 juillet | Brooklyn | D 84-91   | Cassius Winston (16) | Charles Bassey (9)    | Cassius Winston (7) | Thomas & Mack Center 0 | 0 - 2 |
| 3     | 13 juillet | Miami    | V 75-71   | Trevelin Queen (16)  | Malik Ellison (10)    | Cassius Winston (7) | Cox Pavilion 0         | 1 - 2 |
| 4     | 15 juillet | Denver   | V 97-71   | Grant Riller (18)    | Foster Jr., Smith (8) | Trevelin Queen (5)  | Cox Pavilion 0         | 2 - 2 |
| 5     | 16 juillet | Chicago  | D 104-119 | Charlie Brown (21)   | Trevelin Queen (6)    | Brown, Queen (4)    | Cox Pavilion 0         | 2 - 3 |

### Pré-saison
| Pré-saison Total: 4-0 (Domicile : 2-0; Extérieur : 2-0) |

| Match | Date match | Équipe      | Score     | Meilleur marqueur | Meilleur rebondeur  | Meilleur passeur      | Lieux Spectateurs                 | Série |
| ----- | ---------- | ----------- | --------- | ----------------- | ------------------- | --------------------- | --------------------------------- | ----- |
| 1     | 3 octobre  | @ Brooklyn  | V 127-108 | Tyrese Maxey (20) | Charles Bassey (9)  | Harris, Korkmaz (4)   | Barclays Center 13 250            | 1 - 0 |
| 2     | 5 octobre  | Cleveland   | V 113-112 | Tyrese Maxey (21) | Trois joueurs (6)   | Harden, Milton (5)    | Wells Fargo Center 19 793         | 2 - 0 |
| 3     | 10 octobre | @ Cleveland | V 113-97  | Tyrese Maxey (19) | Tobias Harris (7)   | De'Anthony Melton (5) | Rocket Mortgage FieldHouse 13 648 | 3 - 0 |
| 4     | 12 octobre | Charlotte   | V 99-94   | Joel Embiid (19)  | Embiid, Harrell (6) | James Harden (5)      | Wells Fargo Center 19 778         | 4 - 0 |

### Saison régulière
| Saison régulière Total: 54-28 (Domicile : 29-12; Extérieur : 25-16) |

| Match | Date match | Équipe       | Score     | Meilleur marqueur  | Meilleur rebondeur | Meilleur passeur      | Lieux Spectateurs         | Série |
| ----- | ---------- | ------------ | --------- | ------------------ | ------------------ | --------------------- | ------------------------- | ----- |
| 1     | 18 octobre | @ Boston     | D 117-126 | James Harden (35)  | Joel Embiid (15)   | James Harden (7)      | TD Garden 19 156          | 0 - 1 |
| 2     | 20 octobre | Milwaukee    | D 88-90   | James Harden (31)  | Joel Embiid (12)   | James Harden (9)      | Wells Fargo Center 20 060 | 0 - 2 |
| 3     | 22 octobre | San Antonio  | D 105-114 | Joel Embiid (40)   | Joel Embiid (13)   | James Harden (12)     | Wells Fargo Center 19 822 | 0 - 3 |
| 4     | 24 octobre | Indiana      | V 120-106 | James Harden (29)  | James Harden (9)   | James Harden (11)     | Wells Fargo Center 19 786 | 1 - 3 |
| 5     | 26 octobre | @ Toronto    | D 109-119 | Embiid, Maxey (31) | Tobias Harris (8)  | James Harden (9)      | Scotiabank Arena 19 800   | 1 - 4 |
| 6     | 28 octobre | @ Toronto    | V 112-90  | Tyrese Maxey (44)  | Tyrese Maxey (8)   | De'Anthony Melton (6) | Scotiabank Arena 19 800   | 2 - 4 |
| 7     | 29 octobre | @ Chicago    | V 114-109 | Joel Embiid (25)   | Joel Embiid (7)    | James Harden (11)     | United Center 19 010      | 3 - 4 |
| 8     | 31 octobre | @ Washington | V 118-111 | Tyrese Maxey (28)  | James Harden (7)   | James Harden (17)     | Capital One Arena 13 746  | 4 - 4 |

| Match | Date match  | Équipe      | Score     | Meilleur marqueur  | Meilleur rebondeur | Meilleur passeur      | Lieux Spectateurs                 | Série   |
| ----- | ----------- | ----------- | --------- | ------------------ | ------------------ | --------------------- | --------------------------------- | ------- |
| 9     | 2 novembre  | Washington  | D 111-121 | Tyrese Maxey (32)  | Tobias Harris (9)  | James Harden (10)     | Wells Fargo Center 19 855         | 4 - 5   |
| 10    | 4 novembre  | New York    | D 104-106 | Tyrese Maxey (31)  | Tobias Harris (9)  | De'Anthony Melton (9) | Wells Fargo Center 20 679         | 4 - 6   |
| 11    | 7 novembre  | Phoenix     | V 100-88  | Joel Embiid (33)   | Joel Embiid (10)   | Harris, Maxey (6)     | Wells Fargo Center 20 347         | 5 - 6   |
| 12    | 10 novembre | @ Atlanta   | D 95-104  | Joel Embiid (26)   | Joel Embiid (13)   | Tyrese Maxey (5)      | State Farm Arena 16 066           | 5 - 7   |
| 13    | 12 novembre | Atlanta     | V 121-109 | Joel Embiid (42)   | Joel Embiid (10)   | Tyrese Maxey (9)      | Wells Fargo Center 20 245         | 6 - 7   |
| 14    | 13 novembre | Utah        | V 105-98  | Joel Embiid (59)   | Joel Embiid (11)   | Joel Embiid (8)       | Wells Fargo Center 19 761         | 7 - 7   |
| 15    | 18 novembre | Milwaukee   | D 110-102 | Joel Embiid (32)   | Joel Embiid (11)   | Joel Embiid (8)       | Wells Fargo Center 19 769         | 8 - 7   |
| 16    | 19 novembre | Minnesota   | D 109-112 | Joel Embiid (32)   | Joel Embiid (9)    | Embiid, Melton (6)    | Wells Fargo Center 20 515         | 8 - 8   |
| 17    | 22 novembre | Brooklyn    | V 115-106 | Tobias Harris (24) | Paul Reed (10)     | Shake Milton (5)      | Wells Fargo Center 20 184         | 9 - 8   |
| 18    | 23 novembre | @ Charlotte | D 101-107 | Shake Milton (22)  | Paul Reed (8)      | Shake Milton (9)      | Spectrum Center 15 384            | 9 - 9   |
| 19    | 25 novembre | @ Orlando   | V 107-99  | Shake Milton (24)  | Tobias Harris (10) | Shake Milton (10)     | Amway Center 16 910               | 10 - 9  |
| 20    | 27 novembre | @ Orlando   | V 133-103 | Shake Milton (29)  | Paul Reed (13)     | Shake Milton (7)      | Amway Center 16 218               | 11 - 9  |
| 21    | 28 novembre | Atlanta     | V 104-101 | Joel Embiid (30)   | Tobias Harris (10) | Embiid, Milton (7)    | Wells Fargo Center 19 778         | 12 - 9  |
| 22    | 30 novembre | @ Cleveland | D 85-113  | Joel Embiid (19)   | Joel Embiid (6)    | Joel Embiid (6)       | Rocket Mortgage FieldHouse 19 432 | 12 - 10 |

| Match | Date match  | Équipe                | Score           | Meilleur marqueur  | Meilleur rebondeur    | Meilleur passeur  | Lieux Spectateurs            | Série   |
| ----- | ----------- | --------------------- | --------------- | ------------------ | --------------------- | ----------------- | ---------------------------- | ------- |
| 23    | 2 décembre  | @ Memphis             | D 109-117       | Joel Embiid (35)   | Embiid, Harris (11)   | Joel Embiid (8)   | FedExForum 17 022            | 12 - 11 |
| 24    | 5 décembre  | @ Houston             | D 123-132 (2OT) | Joel Embiid (39)   | De'Anthony Melton (8) | James Harden (7)  | Toyota Center 15 331         | 12 - 12 |
| 25    | 9 décembre  | L.A. Lakers           | V 133-122 (OT)  | Joel Embiid (38)   | Joel Embiid (12)      | James Harden (12) | Wells Fargo Center 20 852    | 13 - 12 |
| 26    | 11 décembre | Charlotte             | V 131-113       | Joel Embiid (53)   | Joel Embiid (12)      | James Harden (16) | Wells Fargo Center 19 765    | 14 - 12 |
| 27    | 13 décembre | Sacramento            | V 123-103       | Joel Embiid (31)   | Trois joueurs (7)     | James Harden (15) | Wells Fargo Center 19 768    | 15 - 12 |
| 28    | 16 décembre | Golden State          | V 118-106       | Joel Embiid (34)   | Joel Embiid (13)      | James Harden (9)  | Wells Fargo Center 20 567    | 16 - 12 |
| 29    | 19 décembre | Toronto               | V 104-101 (OT)  | Joel Embiid (28)   | Joel Embiid (11)      | James Harden (8)  | Wells Fargo Center 20 408    | 17 - 12 |
| 30    | 21 décembre | Détroit               | V 113-93        | Joel Embiid (22)   | Embiid, Tucker (10)   | James Harden (8)  | Wells Fargo Center 20 615    | 18 - 12 |
| 31    | 23 décembre | L.A. Clippers         | V 119-114       | Joel Embiid (44)   | James Harden (11)     | James Harden (21) | Wells Fargo Center 19 996    | 19 - 12 |
| 32    | 25 décembre | @ New York            | V 119-112       | Joel Embiid (35)   | Joel Embiid (8)       | James Harden (13) | Madison Square Garden 19 812 | 20 - 12 |
| 33    | 27 décembre | @ Washington          | D 111-116       | Joel Embiid (48)   | Joel Embiid (10)      | James Harden (13) | Capital One Arena 20 476     | 20 - 13 |
| 34    | 30 décembre | @ La Nouvelle-Orléans | D 116-127       | Joel Embiid (37)   | Joel Embiid (8)       | James Harden (10) | Smoothie King Center 18 656  | 20 - 14 |
| 35    | 31 décembre | @ Oklahoma City       | V 115-96        | Tobias Harris (23) | Joel Embiid (13)      | Joel Embiid (10)  | Paycom Center 17 147         | 21 - 14 |

| Match | Date match | Équipe              | Score          | Meilleur marqueur | Meilleur rebondeur | Meilleur passeur  | Lieux Spectateurs              | Série   |
| ----- | ---------- | ------------------- | -------------- | ----------------- | ------------------ | ----------------- | ------------------------------ | ------- |
| 36    | 2 janvier  | La Nouvelle-Orléans | V 120-111      | Joel Embiid (42)  | Joel Embiid (11)   | James Harden (8)  | Wells Fargo Center 20 531      | 22 - 14 |
| 37    | 4 janvier  | Indiana             | V 129-126 (OT) | James Harden (26) | Tobias Harris (10) | James Harden (8)  | Wells Fargo Center 20 033      | 23 - 14 |
| 38    | 6 janvier  | Chicago             | D 112-126      | Tyrese Maxey (26) | Tobias Harris (11) | James Harden (11) | Wells Fargo Center 20 766      | 23 - 15 |
| 39    | 8 janvier  | @ Détroit           | V 123-111      | Tyrese Maxey (23) | James Harden (11)  | James Harden (11) | Little Caesars Arena 18 898    | 24 - 15 |
| 40    | 10 janvier | Détroit             | V 147-116      | Joel Embiid (36)  | James Harden (12)  | James Harden (15) | Wells Fargo Center 20 221      | 25 - 15 |
| 41    | 12 janvier | Oklahoma City       | D 114-133      | Joel Embiid (30)  | Joel Embiid (10)   | James Harden (15) | Wells Fargo Center 20 892      | 25 - 16 |
| 42    | 14 janvier | @ Utah              | V 118-117      | Joel Embiid (30)  | Joel Embiid (7)    | James Harden (11) | Vivint Smart Home Arena 18 206 | 26 - 16 |
| 43    | 15 janvier | @ L.A. Lakers       | V 113-112      | Joel Embiid (35)  | Joel Embiid (11)   | James Harden (13) | Crypto.com Arena 18 020        | 27 - 16 |
| 44    | 17 janvier | @ L.A. Clippers     | V 120-110      | Joel Embiid (41)  | Joel Embiid (9)    | James Harden (9)  | Crypto.com Arena 15 155        | 28 - 16 |
| 45    | 19 janvier | @ Portland          | V 105-95       | Joel Embiid (32)  | James Harden (10)  | James Harden (14) | Moda Center 18 113             | 29 - 16 |
| 46    | 21 janvier | @ Sacramento        | V 129-127      | Tyrese Maxey (32) | Trois joueurs (7)  | Shake Milton (7)  | Golden 1 Center 17 861         | 30 - 16 |
| 47    | 25 janvier | Brooklyn            | V 137-133      | Tyrese Maxey (27) | Joel Embiid (10)   | James Harden (7)  | Wells Fargo Center 19 772      | 31 - 16 |
| 48    | 28 janvier | Denver              | V 126-119      | Joel Embiid (47)  | Joel Embiid (18)   | James Harden (13) | Wells Fargo Center 21 255      | 32 - 16 |
| 49    | 30 janvier | Orlando             | D 109-119      | Joel Embiid (30)  | Joel Embiid (11)   | James Harden (6)  | Wells Fargo Center 19 812      | 32 - 17 |

| Match                  | Date match  | Équipe        | Score     | Meilleur marqueur | Meilleur rebondeur | Meilleur passeur  | Lieux Spectateurs            | Série   |
| ---------------------- | ----------- | ------------- | --------- | ----------------- | ------------------ | ----------------- | ---------------------------- | ------- |
| 50                     | 1er février | Orlando       | V 105-94  | Joel Embiid (28)  | Joel Embiid (11)   | James Harden (10) | Wells Fargo Center 20 885    | 33 - 17 |
| 51                     | 3 février   | @ San Antonio | V 137-125 | Joel Embiid (33)  | Joel Embiid (10)   | James Harden (8)  | AT&T Center 15 252           | 34 - 17 |
| 52                     | 5 février   | @ New York    | D 97-108  | Joel Embiid (31)  | Joel Embiid (14)   | James Harden (12) | Madison Square Garden 17 586 | 34 - 18 |
| 53                     | 8 février   | @ Boston      | D 99-106  | Joel Embiid (28)  | Joel Embiid (7)    | James Harden (11) | TD Garden 19 156             | 34 - 19 |
| 54                     | 10 février  | New York      | V 119-108 | Joel Embiid (35)  | Joel Embiid (11)   | James Harden (12) | Wells Fargo Center 21 057    | 35 - 19 |
| 55                     | 11 février  | @ Brooklyn    | V 101-98  | Joel Embiid (37)  | Joel Embiid (13)   | James Harden (6)  | Barclays Center 17 732       | 36 - 19 |
| 56                     | 13 février  | Houston       | V 123-104 | James Harden (28) | Embiid, Harris (6) | James Harden (10) | Wells Fargo Center 19 850    | 37 - 19 |
| 57                     | 15 février  | Cleveland     | V 118-112 | Joel Embiid (29)  | Joel Embiid (14)   | James Harden (12) | Wells Fargo Center 21 134    | 38 - 19 |
| NBA All-Star Game 2023 |             |               |           |                   |                    |                   |                              |         |
| 58                     | 23 février  | Memphis       | V 110-105 | James Harden (31) | Joel Embiid (19)   | James Harden (7)  | Wells Fargo Center 21 205    | 39 - 19 |
| 59                     | 25 février  | Boston        | D 107-110 | Joel Embiid (41)  | P. J. Tucker (16)  | James Harden (8)  | Wells Fargo Center 20 993    | 39 - 20 |
| 60                     | 27 février  | Miami         | D 99-101  | Joel Embiid (27)  | Joel Embiid (12)   | James Harden (12) | Wells Fargo Center 20 859    | 39 - 21 |

| Match | Date match | Équipe         | Score           | Meilleur marqueur      | Meilleur rebondeur | Meilleur passeur    | Lieux Spectateurs                 | Série   |
| ----- | ---------- | -------------- | --------------- | ---------------------- | ------------------ | ------------------- | --------------------------------- | ------- |
| 61    | 1er mars   | @ Miami        | V 119-96        | Tyrese Maxey (27)      | Paul Reed (14)     | Tyrese Maxey (7)    | Miami-Dade Arena 19 600           | 40 - 21 |
| 62    | 2 mars     | @ Dallas       | D 126-133       | Joel Embiid (35)       | Joel Embiid (8)    | James Harden (13)   | American Airlines Center 20 002   | 40 - 22 |
| 63    | 4 mars     | @ Milwaukee    | V 133-130       | James Harden (38)      | James Harden (9)   | Embiid, Harden (10) | Fiserv Forum 18 100               | 41 - 22 |
| 64    | 6 mars     | @ Indiana      | V 147-143       | Joel Embiid (42)       | James Harden (9)   | James Harden (20)   | Gainbridge Fieldhouse 15 008      | 42 - 22 |
| 65    | 7 mars     | @ Minnesota    | V 117-94        | Joel Embiid (39)       | Tobias Harris (14) | Maxey, Milton (5)   | Target Center 17 136              | 43 - 22 |
| 66    | 10 mars    | Portland       | V 120-119       | Joel Embiid (39)       | James Harden (9)   | James Harden (8)    | Wells Fargo Center 21 001         | 44 - 22 |
| 67    | 12 mars    | Washington     | V 112-93        | Joel Embiid (34)       | Joel Embiid (8)    | James Harden (14)   | Wells Fargo Center 21 220         | 45 - 22 |
| 68    | 15 mars    | @ Cleveland    | V 118-109       | Joel Embiid (36)       | Joel Embiid (18)   | James Harden (12)   | Rocket Mortgage FieldHouse 19 432 | 46 - 22 |
| 69    | 17 mars    | @ Charlotte    | V 121-82        | Joel Embiid (38)       | Joel Embiid (13)   | James Harden (10)   | Spectrum Center 19 096            | 47 - 22 |
| 70    | 18 mars    | @ Indiana      | V 141-121       | Embiid, Maxey (31)     | Joel Embiid (7)    | Embiid, Maxey (7)   | Gainbridge Fieldhouse 17 274      | 48 - 22 |
| 71    | 20 mars    | Chicago        | D 105-109 (2OT) | Joel Embiid (37)       | Joel Embiid (16)   | James Harden (12)   | Wells Fargo Center 21 145         | 48 - 23 |
| 72    | 22 mars    | @ Chicago      | V 116-91        | De'Anthony Melton (25) | Tobias Harris (9)  | Tobias Harris (8)   | United Center 20 946              | 49 - 23 |
| 73    | 24 mars    | @ Golden State | D 112-120       | Joel Embiid (46)       | Joel Embiid (9)    | Joel Embiid (8)     | Chase Center 18 064               | 49 - 24 |
| 74    | 25 mars    | @ Phoenix      | D 105-125       | Tyrese Maxey (37)      | Joel Embiid (10)   | Shake Milton (6)    | Footprint Center 17 071           | 49 - 25 |
| 75    | 27 mars    | @ Denver       | D 111-116       | Tyrese Maxey (29)      | Paul Reed (9)      | Tyrese Maxey (5)    | Ball Arena 19 781                 | 49 - 26 |
| 76    | 29 mars    | Dallas         | V 116-108       | Joel Embiid (25)       | Joel Embiid (9)    | James Harden (12)   | Wells Fargo Center 20 583         | 50 - 26 |
| 77    | 31 mars    | Toronto        | V 117-110       | Joel Embiid (25)       | Joel Embiid (12)   | James Harden (11)   | Wells Fargo Center 20 993         | 51 - 26 |

| Match | Date match | Équipe      | Score          | Meilleur marqueur     | Meilleur rebondeur   | Meilleur passeur  | Lieux Spectateurs         | Série   |
| ----- | ---------- | ----------- | -------------- | --------------------- | -------------------- | ----------------- | ------------------------- | ------- |
| 78    | 2 avril    | @ Milwaukee | D 104-117      | Tyrese Maxey (29)     | Paul Reed (10)       | James Harden (6)  | Fiserv Forum 17 532       | 51 - 27 |
| 79    | 4 avril    | Boston      | V 103-101      | Joel Embiid (52)      | Joel Embiid (13)     | James Harden (10) | Wells Fargo Center 21 104 | 52 - 27 |
| 80    | 6 avril    | Miami       | D 101-129      | Joel Embiid (21)      | Joel Embiid (6)      | Shake Milton (10) | Wells Fargo Center 21 178 | 52 - 28 |
| 81    | 7 avril    | @ Atlanta   | V 136-131 (OT) | McDaniels, Niang (24) | Jalen McDaniels (11) | Shake Milton (16) | State Farm Arena 17 627   | 53 - 28 |
| 82    | 9 avril    | @ Brooklyn  | V 134-105      | Trois joueurs (20)    | Paul Reed (10)       | Mac McClung (9)   | Barclays Center 17 732    | 54 - 28 |

### Playoffs
| Playoffs Total: 7-4 (Domicile : 3-2; Extérieur : 4-2) |

| Match | Date match | Équipe     | Score     | Meilleur marqueur  | Meilleur rebondeur | Meilleur passeur   | Lieux Spectateurs         | Série |
| ----- | ---------- | ---------- | --------- | ------------------ | ------------------ | ------------------ | ------------------------- | ----- |
| 1     | 15 avril   | Brooklyn   | V 121-101 | Joel Embiid (26)   | P. J. Tucker (7)   | James Harden (13)  | Wells Fargo Center 20 913 | 1 - 0 |
| 2     | 17 avril   | Brooklyn   | V 96-84   | Tyrese Maxey (33)  | Joel Embiid (19)   | Embiid, Harden (7) | Wells Fargo Center 20 958 | 2 - 0 |
| 3     | 20 avril   | @ Brooklyn | V 102-97  | Tyrese Maxey (25)  | Joel Embiid (10)   | Harden, Tucker (4) | Barclays Center 17 910    | 3 - 0 |
| 4     | 22 avril   | @ Brooklyn | V 96-88   | Tobias Harris (25) | Paul Reed (15)     | James Harden (11)  | Barclays Center 18 037    | 4 - 0 |

| Match | Date match | Équipe   | Score          | Meilleur marqueur  | Meilleur rebondeur | Meilleur passeur  | Lieux Spectateurs         | Série |
| ----- | ---------- | -------- | -------------- | ------------------ | ------------------ | ----------------- | ------------------------- | ----- |
| 1     | 1er mai    | @ Boston | V 119-115      | James Harden (45)  | Paul Reed (13)     | James Harden (6)  | TD Garden 19 156          | 1 - 0 |
| 2     | 3 mai      | @ Boston | D 87-121       | Tobias Harris (16) | James Harden (10)  | James Harden (4)  | TD Garden 19 156          | 1 - 1 |
| 3     | 5 mai      | Boston   | D 102-114      | Joel Embiid (30)   | Joel Embiid (13)   | James Harden (11) | Wells Fargo Center 21 290 | 1 - 2 |
| 4     | 7 mai      | Boston   | V 116-115 (OT) | James Harden (42)  | Joel Embiid (13)   | Joel Embiid (9)   | Wells Fargo Center 21 264 | 2 - 2 |
| 5     | 9 mai      | @ Boston | V 115-103      | Joel Embiid (33)   | Tobias Harris (11) | James Harden (10) | TD Garden 19 156          | 3 - 2 |
| 6     | 11 mai     | Boston   | D 86-95        | Embiid, Maxey (26) | Joel Embiid (10)   | James Harden (9)  | Wells Fargo Center 21 337 | 3 - 3 |
| 7     | 14 mai     | @ Boston | D 88-112       | Tobias Harris (19) | Joel Embiid (8)    | James Harden (7)  | TD Garden 19 156          | 3 - 4 |

### Confrontations en saison régulière
| Conférence Est      | Conférence Est                              | Conférence Est                              | Conférence Est                              | Conférence Est                              | Conférence Ouest                            | Conférence Ouest                            | Conférence Ouest                            |
| Division Atlantique | Division Atlantique                         | Division Atlantique                         | Division Atlantique                         | Division Atlantique                         | Division Nord-Ouest                         | Division Nord-Ouest                         | Division Nord-Ouest                         |
| Équipe              | Domicile                                    | Domicile                                    | Extérieur                                   | Extérieur                                   | Équipe                                      | Domicile                                    | Extérieur                                   |
| ------------------- | ------------------------------------------- | ------------------------------------------- | ------------------------------------------- | ------------------------------------------- | ------------------------------------------- | ------------------------------------------- | ------------------------------------------- |
| Boston              | 107-110                                     | 103-101                                     | 117-126                                     | 99-106                                      | Denver                                      | 126-119                                     | 111-116                                     |
| Brooklyn            | 115-106                                     | 137-133                                     | 101-98                                      | 134-105                                     | Minnesota                                   | 109-112                                     | 117-94                                      |
| New York            | 104-106                                     | 119-108                                     | 119-112                                     | 97-108                                      | Oklahoma City                               | 114-133                                     | 115-96                                      |
|                     |                                             |                                             |                                             |                                             | Portland                                    | 120-119                                     | 105-95                                      |
| Toronto             | 104-101 (OT)                                | 117-110                                     | 109-119                                     | 112-90                                      | Utah                                        | 105-98                                      | 118-117                                     |
| Division            | 10–6 (Domicile : 6-2; Extérieur : 4-4)      | 10–6 (Domicile : 6-2; Extérieur : 4-4)      | 10–6 (Domicile : 6-2; Extérieur : 4-4)      | 10–6 (Domicile : 6-2; Extérieur : 4-4)      | Division                                    | 7–3 (Domicile : 3-2; Extérieur : 4-1)       | 7–3 (Domicile : 3-2; Extérieur : 4-1)       |
| Division Centrale   | Division Centrale                           | Division Centrale                           | Division Centrale                           | Division Centrale                           | Division Pacifique                          | Division Pacifique                          | Division Pacifique                          |
| Équipe              | Domicile                                    | Domicile                                    | Extérieur                                   | Extérieur                                   | Équipe                                      | Domicile                                    | Extérieur                                   |
| Chicago             | 112-126                                     | 105-109 (2OT)                               | 114-109                                     | 116-91                                      | Golden State                                | 118-106                                     | 112-120                                     |
| Cleveland           | 118-112                                     |                                             | 85-113                                      | 118-109                                     | L.A. Clippers                               | 119-114                                     | 120-110                                     |
| Detroit             | 113-93                                      | 147-116                                     | 123-111                                     |                                             | L.A. Lakers                                 | 133-122 (OT)                                | 113-112                                     |
| Indiana             | 120-106                                     | 129-126 (OT)                                | 147-143                                     | 141-121                                     | Phoenix                                     | 100-88                                      | 105-125                                     |
| Milwaukee           | 88-90                                       | 110-102                                     | 133-130                                     | 104-117                                     | Sacramento                                  | 123-103                                     | 129-127                                     |
| Division            | 13–5 (Domicile : 6-3; Extérieur : 7-2)      | 13–5 (Domicile : 6-3; Extérieur : 7-2)      | 13–5 (Domicile : 6-3; Extérieur : 7-2)      | 13–5 (Domicile : 6-3; Extérieur : 7-2)      | Division                                    | 8–2 (Domicile : 5-0; Extérieur : 3-2)       | 8–2 (Domicile : 5-0; Extérieur : 3-2)       |
| Division Sud-Est    | Division Sud-Est                            | Division Sud-Est                            | Division Sud-Est                            | Division Sud-Est                            | Division Sud-Ouest                          | Division Sud-Ouest                          | Division Sud-Ouest                          |
| Équipe              | Domicile                                    | Domicile                                    | Extérieur                                   | Extérieur                                   | Équipe                                      | Domicile                                    | Extérieur                                   |
| Atlanta             | 121-109                                     | 104-101                                     | 95-104                                      | 136-131 (OT)                                | Dallas                                      | 116-108                                     | 126-133                                     |
| Charlotte           | 131-113                                     |                                             | 101-107                                     | 121-82                                      | Houston                                     | 123-104                                     | 123-132 (2OT)                               |
| Miami               | 99-101                                      | 101-129                                     | 119-96                                      |                                             | Memphis                                     | 110-105                                     | 109-117                                     |
| Orlando             | 109-119                                     | 105-94                                      | 107-99                                      | 133-103                                     | New Orleans                                 | 120-111                                     | 116-127                                     |
| Washington          | 111-121                                     | 112-93                                      | 118-111                                     | 111-116                                     | San Antonio                                 | 105-114                                     | 137-125                                     |
| Division            | 11–7 (Domicile : 5-4; Extérieur : 6-3)      | 11–7 (Domicile : 5-4; Extérieur : 6-3)      | 11–7 (Domicile : 5-4; Extérieur : 6-3)      | 11–7 (Domicile : 5-4; Extérieur : 6-3)      | Division                                    | 5–5 (Domicile : 4-1; Extérieur : 1-4)       | 5–5 (Domicile : 4-1; Extérieur : 1-4)       |
| Conférence          | 34–18 (Domicile : 17–9; Extérieur : 17–9)   | 34–18 (Domicile : 17–9; Extérieur : 17–9)   | 34–18 (Domicile : 17–9; Extérieur : 17–9)   | 34–18 (Domicile : 17–9; Extérieur : 17–9)   | Conférence                                  | 20–10 (Domicile : 12–3; Extérieur : 8–7)    | 20–10 (Domicile : 12–3; Extérieur : 8–7)    |
| Total               | 54–28 (Domicile : 29–12; Extérieur : 26–16) | 54–28 (Domicile : 29–12; Extérieur : 26–16) | 54–28 (Domicile : 29–12; Extérieur : 26–16) | 54–28 (Domicile : 29–12; Extérieur : 26–16) | 54–28 (Domicile : 29–12; Extérieur : 26–16) | 54–28 (Domicile : 29–12; Extérieur : 26–16) | 54–28 (Domicile : 29–12; Extérieur : 26–16) |

## Classements
| Conférence Est | Conférence Est             | Conférence Est | Conférence Est | Conférence Est | Conférence Est | Conférence Est | Conférence Est |
| No             | Franchise                  | Vic.           | Déf.           | MJ             | V/D            | GB             |                |
| -------------- | -------------------------- | -------------- | -------------- | -------------- | -------------- | -------------- | -------------- |
| 1              | z - Bucks de Milwaukee     | 58             | 24             | 82             | .707           | -              |                |
| 2              | y - Celtics de Boston      | 57             | 25             | 82             | .695           | 1              |                |
| 3              | x - 76ers de Philadelphie  | 54             | 28             | 82             | .659           | 4              |                |
| 4              | x - Cavaliers de Cleveland | 51             | 31             | 82             | .622           | 7              |                |
| 5              | x - Knicks de New York     | 47             | 35             | 82             | .573           | 11             |                |
| 6              | x - Nets de Brooklyn       | 45             | 37             | 82             | .549           | 13             |                |
|                |                            |                |                |                |                |                |                |
| 7              | x - Heat de Miami          | 44             | 38             | 82             | .537           | 14             |                |
| 8              | y - Hawks d'Atlanta        | 41             | 41             | 82             | .500           | 17             |                |
| 9              | pi - Raptors de Toronto    | 41             | 41             | 82             | .500           | 17             |                |
| 10             | pi - Bulls de Chicago      | 40             | 42             | 82             | .488           | 18             |                |
|                |                            |                |                |                |                |                |                |
| 11             | o - Pacers de l'Indiana    | 35             | 47             | 82             | .427           | 23             |                |
| 12             | o - Wizards de Washington  | 35             | 47             | 82             | .427           | 23             |                |
| 13             | o - Magic d'Orlando        | 34             | 48             | 82             | .415           | 24             |                |
| 14             | o - Hornets de Charlotte   | 27             | 55             | 82             | .329           | 31             |                |
| 15             | o - Pistons de Détroit     | 17             | 65             | 82             | .207           | 41             |                |

| Division Atlantique       | V  | D  | MJ | V/D  | GB | Dom   | Ext   | Div  |
| ------------------------- | -- | -- | -- | ---- | -- | ----- | ----- | ---- |
| y - Celtics de Boston     | 57 | 25 | 82 | .695 | –  | 32-9  | 25-16 | 11-5 |
| x - 76ers de Philadelphie | 54 | 28 | 82 | .659 | 3  | 29-12 | 25-16 | 10-6 |
| x - Knicks de New York    | 47 | 35 | 82 | .573 | 10 | 23-18 | 24-17 | 8-8  |
| x - Nets de Brooklyn      | 45 | 37 | 82 | .549 | 12 | 23-18 | 22-19 | 7-9  |
| pi - Raptors de Toronto   | 41 | 41 | 82 | .500 | 16 | 27-14 | 14-27 | 4-12 |